# Bryan Stanley Johnson
Pour les articles homonymes, voir Johnson.
Œuvres principales
Albert Angelo, Christie Marly règle ses comptes
Bryan Stanley Johnson, ou B.S. Johnson, né le 5 février 1933 à Hammersmith et mort le 13 novembre 1973  est un romancier britannique d'avant-garde, poète, critique littéraire, producteur de programmes de télévision et cinéaste.

## Biographie
Né dans une famille ouvrière, Bryan Stanley Johnson est évacué de Londres pendant la Seconde Guerre mondiale. Il quitte l'école à seize ans pour des emplois aussi divers que commis-comptable, employé de banque ou commis à la Standard Oil Company.
Toutefois, il apprend le latin en autodidacte pendant ses soirées, suit une année d'étude propédeutique au Birkbeck College, et avec cette préparation, réussit à passer l'examen d'entrée au King's College London.
Après y avoir obtenu une mention assez bien, il écrit une série de romans de plus en plus expérimentaux et souvent à caractère fortement personnel que l’on pourrait rapprocher de l'écriture visuelle.
À ses débuts, il collabore à plusieurs projets avec un ami proche, l'écrivain Zulfikar Ghose (en), avec lequel il publie un recueil conjoint d'histoires, Statement against Corpses.
Comme ses premiers récits, ses deux premiers romans, Travelling People (1963) et Albert Angelo (1964), paraissent au premier abord relativement classiques en ce qui concerne l'intrigue. Le premier roman utilise néanmoins plusieurs dispositifs innovants et comprend une partie se présentant sous la forme d'un script de cinéma. Le second comprend des trous célèbres dans les pages pour permettre au lecteur de voir le futur de la fiction.
Son travail devient progressivement plus expérimental encore. Les Malchanceux (1969) est publié non relié dans une boîte (les lecteurs peuvent, à l'exception du premier et du dernier chapitre, lire les autres dans l'ordre qu'ils veulent), technique de composition du pastiche postmoderne. RAS infirmière-chef (1971) est écrit dans un ordre purement chronologique, de telle sorte que les différentes pensées et expériences des personnages se croisent et s'entrecroisent, pas seulement page par page, mais aussi phrase par phrase.
Bryan Stanley Johnson réalise également de nombreux films expérimentaux, publie de la poésie, et écrit des articles, nouvelles et pièces de théâtre. Pendant de nombreuses années, il est le responsable de la rubrique poésie de la Transatlantic Review.
Une adaptation cinématographique du dernier de ses romans publiés de son vivant, Christie Marly règle ses comptes (Malry Christie's Own Double-Entry) (1973), a été réalisée en 2000.
Le chanteur-compositeur Joe Pernice (en) lui a rendu hommage sur l'album de 2006 des Pernice Brothers (en) Live a Little.
À l'âge de quarante ans, de plus en plus déprimé par son incapacité à réussir commercialement, et en proie à des problèmes familiaux, il se suicide. B.S. Johnson a longtemps été largement inconnu du grand public, mais sa biographie par Jonathan Coe Like a Fiery Elephant (2004) (prix Prix Samuel Johnson 2005) a conduit à un renouveau d'intérêt pour son œuvre.

## Œuvres

### Romans
- Travelling People (1963), prix Eric-Gregory 1962
- Albert Angelo (1964).
- Trawl (1966), prix Somerset-Maugham 1967.
- The Unfortunates (1969).
- House Mother Normal (1971).
- Christie Malry's Own Double-Entry (1973).
- See the Old Lady Decently (1975).

### Anthologies
- The Evacuees (1968).
- London Consequences: A Novel (1972).
- All Bull: The National Servicemen (1973).
- You Always Remember the First Time (1975).

### Filmographie sélective
- You're Human Like the Rest of Them (1967) - Grand Prix du Festival de Tours 1968[3]
- The Unfortunates (1969).
- Paradigm (1969).
- B.S. Johnson on Dr. Samuel Johnson (1971).
- Unfair! (1970).
- Fat Man On A Beach (1973).

## Œuvres traduites en français

### Romans
- RAS infirmière-chef : une comédie gériatrique [« House Mother Normal »], Meudon, France, Quidam Éditeur, 2002, 206 p. (ISBN 978-2-915018-02-8)

- Christie Marly règle ses comptes [« Christie Malry's own Double-Entry »], Meudon, France, Quidam Éditeur, 2004, 193 p. (ISBN 978-2-915018-05-9)

- Chalut [« Trawl »]  (trad. de l'anglais), Trad. de Françoise Marel, préf. de Jean-Michel Ganteau, Meudon, France, Quidam Éditeur, coll. « Made in Europe », 2007, 201 p. (ISBN 978-2-915018-21-9)

- Albert Angelo  (trad. de l'anglais), Trad. de Françoise Marel, Meudon, France, Quidam Éditeur, coll. « Made in Europe », 2009, 183 p. (ISBN 978-2-915018-31-8)

- Les Malchanceux [« The unfortunates »]  (trad. de l'anglais), Meudon, France, trad. de Françoise Marel, préf. de Jonathan Coe, Quidam Éditeur, 2009, 27 cahiers. (ISBN 978-2-915018-39-4)